# Lac Blanc (Huez)
Pour les articles homonymes, voir Lac Blanc et Blanc (homonymie).
Ne doit pas être confondu avec Lac Blanc (Saint-Sorlin-d'Arves).
Le lac Blanc est un lac glaciaire situé dans les Grandes Rousses, sur le territoire de la commune d'Huez, dans le département français de l'Isère.

## Description
Le lac Blanc se situe à 2 528 mètres d'altitude. Il est dominé au nord-est par le pic Blanc ou pic du Lac Blanc auquel il a donné son nom.
D'une superficie d'un peu plus de 13 hectares, il est entouré par plusieurs sentiers de randonnée balisés. Situé au cœur des Grandes Rousses et dominant la station de l'Alpe d'Huez, il offre un point de vue sur les environs. Le lieu est un site classé du département de l'Isère.